# قانون نیروهای مسلح ملی اندونزی
قانون نیروهای مسلح ملی اندونزی (اندونزیایی: Undang-Undang Tentara Nasional Indonesia)، به‌طور رسمی قانون شماره ۳۴ سال ۲۰۰۴ در خصوص نیروهای مسلح ملی اندونزی (اندونزیایی: Undang-Undang Nomor 34 Tahun 2004 tentang Tentara Nasional Indonesia)، قانونی است که سازمان، نقش، وظایف نیروهای مسلح ملی اندونزی (TNI) و روابط آن با سایر سازمان‌ها را تنظیم می‌کند. این قانون جانشین قانون سربازان نیروهای مسلح در سال ۱۹۸۸ است و با توجه به جنبش اصلاحات در اندونزی که بسیاری از نقش‌های غیرنظامی نیروهای مسلح را از بین برد، لغو شد.